# クリフ・デ・ヤング
クリフ・デ・ヤング（Cliff De Young,  1945年2月12日 - ）は、アメリカ合衆国の俳優である。

## 来歴
1945年、カリフォルニア州ロサンゼルス生まれ。1968年にカリフォルニア州立大学ロサンゼルス校を卒業した。役者として活動する前は「Clear Light」というロックバンドグループへ所属していた。後にバンドが解散した後は、ニューヨークへ渡り役者として活動を始め、『ヘアー』などのブロードウェイ舞台へ出演。4年間をニューヨークで過ごした後に、古巣のロサンゼルスへ戻り、映画やテレビなどでの活動を本格化させた。1973年に出演した『サンシャイン』で注目され、1975年に製作されたテレビドラマ版の『続・サンシャイン』も映画同様の役柄で出演している。その後もテレビドラマや映画においてキャリアを重ね、善良な役柄から悪役まで様々な役で出演作を増やしている。

## 出演作品

### 映画
- Pilgrimage (1972)
- Sticks and Bones (1973)
- サンシャイン Sunshine (1973) ※テレビ映画
- ハリーとトント Harry and Tonto (1974)
- アメリカを震撼させた夜 The Night That Panicked America (1975) ※テレビ映画
- リンドバーグ2世誘拐事件 The Lindbergh Kidnapping Case (1976) ※テレビ映画
- デス・チェイス5000キロ/ 爆走！大陸横断大追跡 The 3,000 Mile Chase (1977) ※テレビ映画
- サンシャイン・クリスマス Sunshine Christmas (1977) ※テレビ映画
- ブルー・カラー/ 怒りのはみだし労働者ども Blue Collar (1978)
- The Seeding of Sarah Burns (1979)
- Fun and Games (1980)
- Scared Straight! Another Story (1980)
- ショック・トリートメント Shock Treatment (1981)
- An Invasion of Privacy (1983)
- 夢追いかけて Independence Day (1983)
- ハンガー The Hunger (1983)
- This Girl for Hire (1983)
- The Awakening of Candra (1983)
- 俺たちの明日 Reckless (1984)
- アメリカ万才 Protocol (1984)
- マイケル・ビーン/ デッドリー・インテンション Deadly Intentions (1985)
- シャイなラブレター Secret Admirer (1985)
- F/X 引き裂かれたトリック F/X (1986)
- ナビゲイター Flight of the Navigator (1986)
- The Survivalist (1987)
- パルス・ショック Pulse (1988)
- 危険なパートナー In Dangerous Company (1988)
- アレッサ・ミラノの朝まで踊ろう Dance 'Til Dawn (1988)
- Fear (1988)
- Rude Awakening (1989)
- グローリー Glory (1989)
- サイレント・ダンス/青い果実の毒 Forbidden Sun (1989)
- 鳩が死ぬ時 Where Pigeons Go to Die (1990) ※テレビ映画
- フラッシュバック Flashback (1990)
- フォース・ストーリー/ 危険な誘惑 Fourth Story (1991)
- クラック・ダウン/ 狼たちの追跡 To Die Standing (1991)
- カウボーイ・コップ/ マンハッタン大追跡 N.Y.P.D. Mounted (1991)
- アルバレス/ 戦慄の系譜 Immortal Sins (1991)
- 薔薇の銃弾 Criminal Behavior (1992)
- ネイルズ Nails (1992)
- Dr.ギグルス Dr. Giggles (1992)
- Love Can Be Murder (1992)
- スケートボード・キッド The Skateboard Kid (1993)
- レッドバロンの逆襲 Revenge of the Red Baron (1994)
- ダイナソーズ Carnosaur 2 (1994)
- アウター・スペース Terminal Voyage (1994)
- An Element of Truth (1995)
- アンダーソンヴィル Andersonville (1996)
- 野獣教師 The Substitute (1996)
- ザ・クラフト The Craft (1996)
- ラスト・キングス Suicide Kings (1997)
- ウェスティング・ゲーム The Westing Game (1997)
- 地球最後の男 The Last Man on Planet Earth (1999) ※テレビ映画
- Getting Away with Murder: The JonBenet Ramsey Mystery (2000)
- 計画殺人 修正条項第1条 Deliberate Intent (2000)
- The Runaway (2000)
- アルティメット・ストーム Gale Force (2001)
- ジョンソン大統領 ヴェトナム戦争の真実 Path to War (2002)
- 素顔のゾーイ The Secret Life of Zoey (2002)
- アメリカン・ドリーム/ 二つの祖国 Almost a Woman (2002)
- Love's Enduring Promise (2004)
- 第三種接近遭遇 クローズ・エンカウンター The Hunt (2006)
- 2012 2012 Doomsday (2008) ※ビデオ作品
- ソーラー・デストラクション ～地球壊滅 Solar Flare (2008)
- 果てなき路 Road to Nowhere (2010)
- わたしに会うまでの1600キロ Wild (2014)

### テレビドラマ
- ドクター・ウェルビー Marcus Welby, M.D. (1974)
- 続・サンシャイン Sunshine (1975)
- What Really Happened to the Class of '65? (1978)
- 遥かなる西部 Centennial (1978 - 1979)
- Once Upon a Classic (1979)
- ゲームの達人 Master of the Game (1984)
- The Leatherstocking Tales (1984)
- Robert Kennedy and His Times (1985)
- ディズニーランド Disneyland (1986)
- トワイライトゾーン The Twilight Zone (1986)
- マトロック Matlock (1987)
- 美女と野獣 Beauty and the Beast (1987)
- ジェシカおばさんの事件簿 Murder, She Wrote (1988, 1992)
- サイモン&サイモン Simon & Simon (1989)
- ヤングライダーズ The Young Riders (1990)
- 女弁護士ロージー・オニール The Trials of Rosie O'Neill (1991)
- スタートレック:ディープ・スペース・ナイン Star Trek: Deep Space Nine (1993)
- トミーノッカーズ The Tommyknockers (1993)
- Xファイル X-File (1993)
- タイムトラックス Time Trax (1994)
- 南北戦争物語 愛と自由への大地 Heaven & Hell: North & South, Book III (1994)
- ロボコップ RoboCop (1994)
- 新・スーパーマン Lois & Clark: The New Adventures of Superman (1995)
- コートハウス Courthouse (1995)
- 犯罪捜査官ネイビーファイル JAG (1995, 1996, 1998)
- Dr.マーク・スローン Diagnosis Murder (1995, 1997)
- Seduced by Madness: The Diane Borchardt Story (1996)
- Relativity (1996 - 1997)
- パシフィック・ブルー Pacific Blue (1997)
- タイムコップ Timecop (1997)
- ラスト・ドン The Last Don (1997)
- ザ・プラクティス ボストン弁護士ファイル The Practice (1998)
- 荒野の七人 The Magnificent Seven (1998)
- メルローズ・プレイス Melrose Place (1998)
- ザ・プリテンダー 仮面の逃亡者 The Pretender (1999)
- ザ・プロファイラー ～夢と野望の人生～ Profiler (1999)
- 刑事ナッシュ・ブリッジス Nash Bridges (1999)
- ハーシュ・レルム Harsh Realm (2000)
- The District (2001)
- The Chronicle (2001)
- 堕ちた弁護士 -ニック・フォーリン- The Guardian (2001)
- ザ・ホワイトハウス The West Wing (2001)
- CSI:科学捜査班 CSI: Crime Scene Investigation (2002)
- Touched by an Angel (2003)
- 女検死医ジョーダン Crossing Jordan (2003)
- 10-8: Officers on Duty (2003)
- ジャック&ボビー Jack & Bobby (2004)
- エイリアス Alias (2005)
- スレショールド Threshold (2005)
- ザ・ユニット 米軍極秘部隊 The Unit (2006)
- ザ・ヤング・アンド・ザ・レストレス The Young and the Restless (2007)
- グレイズ・アナトミー 恋の解剖学 Grey's Anatomy (2008)
- ザ・プロテクター/狙われる証人たち In Plain Sight (2009)
- Togetherness (2015)